# Luigi Pastori
Luigi Pastori (Venezia, 1829 – Napoli, 20 agosto 1903) è stato un patriota italiano.

## Biografia

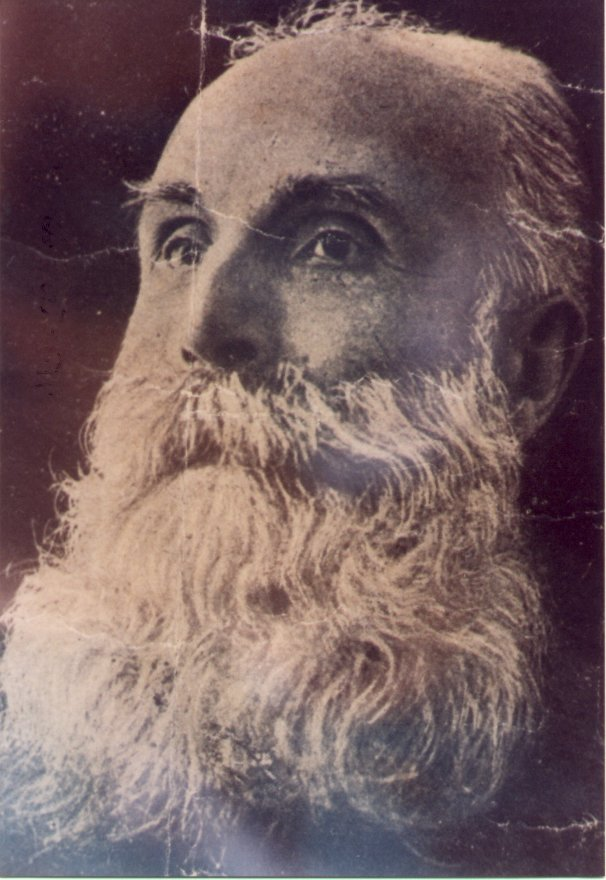

Figlio di Francesco Pastori del fu Antonio e Margherita Fabri, nasce a Venezia nel 1829. Studente presso l'Accademia di Belle Arti di Venezia, nella stessa città sposa intorno al 1850 Luigia Peronetti: da questa unione nasceranno Francesco Vittorio (professore, artista, scrittore e commediografo veneziano), Umberto e Gina.
Il 17 marzo 1848 fu uno dei protagonisti della liberazione dalle prigioni giudiziarie austriache di Daniele Manin, Niccolò Tommaseo ed altri condannati politici a Venezia. Il 22 marzo seguente, Manin lo incaricò personalmente di radunare la popolazione per l'assalto all'Arsenale: riuscito nell'intento, distribuì armi alla folla realizzando così con esito positivo l'incarico affidatogli.
A seguito della capitolazione di Palmanova, Pastori venne fatto prigioniero e condotto nel carcere di Pontelagoscuro. Rilasciato, si arruolò immediatamente nella cavalleria di Carlo Alberto di Savoia, ma venne fatto nuovamente prigioniero durante una scaramuccia. Approfittando della confusione dello scontro, riuscì a evadere e ad imbarcarsi per Venezia da Comacchio, dove venne arruolato con il grado di caporale del primo battaglione comandato dal maggiore Galateo. In seguito divenne sergente nei Cacciatori delle Alpi e prestò servizio sui forti di Brontolo e Marghera. A seguito di un attacco avvenuto sul piano del ponte ferroviario venne nominato ufficiale sul campo. 

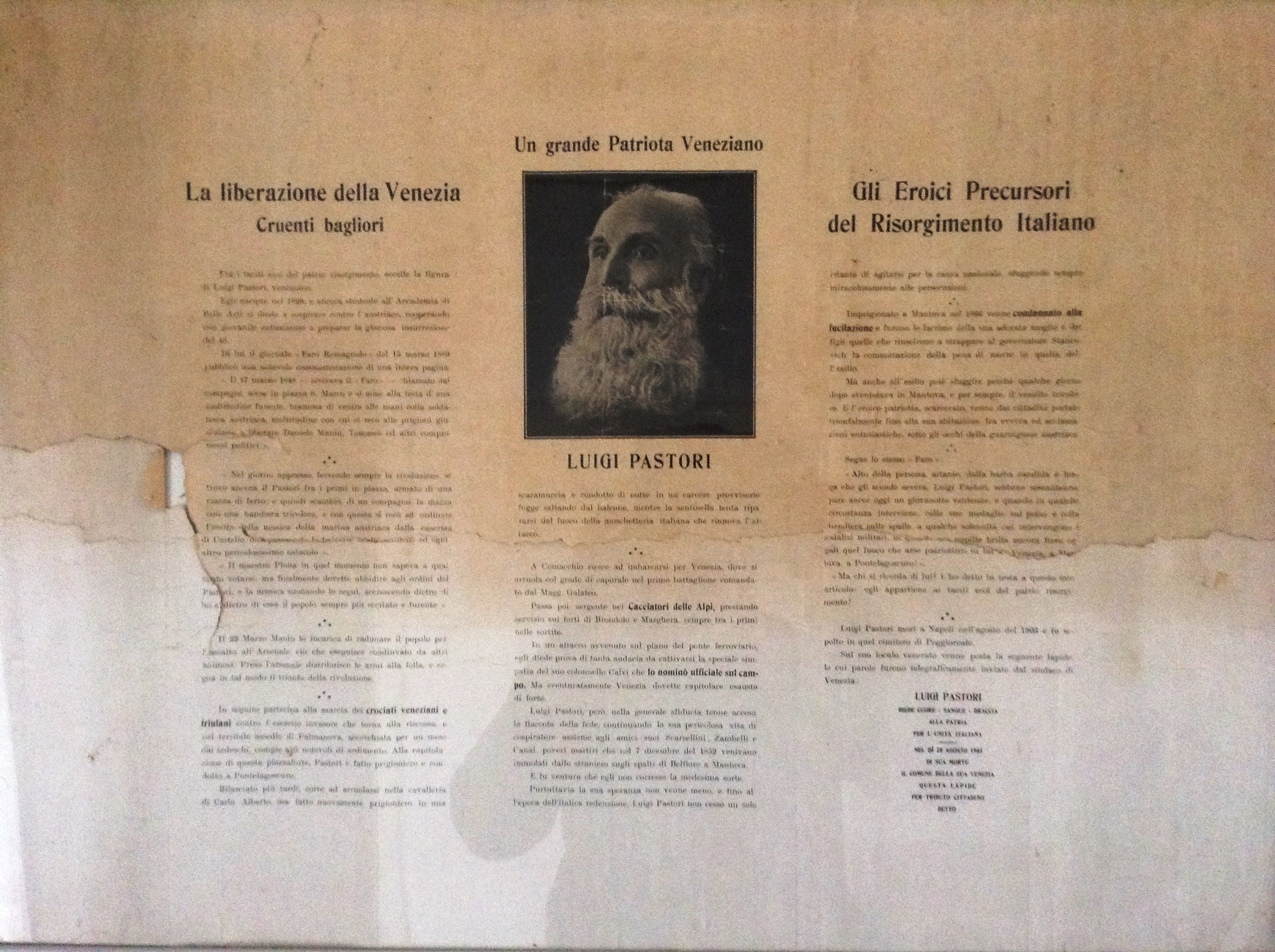
Manifesto dedicato al Patriota veneziano Luigi Pastori - 1903

Perseverando la sua vita di cospiratore assieme a Scarsellini, Zambelli e Canal - immolati martiri il 7 dicembre 1852 sugli spalti di Belfiore a Mantova - venne imprigionato nella stessa città nel 1866 e condannato alla fucilazione. Poco prima dell'esecuzione, il governatore Stancovich commutò la pena di morte in esilio. Riuscì infine a fuggire anche dall'esilio in quanto, qualche giorno più tardi, a Mantova venne issato il vessillo tricolore. 
Morì a Napoli il 20 agosto del 1903 all'età di 74 anni e venne seppellito nel cimitero di Poggioreale; nella stessa tomba riposa anche il figlio Umberto morto nella stessa città 20 ore prima del padre.
Per la sua partecipazione attiva al Risorgimento - fu patriota a Venezia, Mantova e Pontelagoscuro -  venne pluridecorato.